# هرابیشیتسه
هرابیشیتسه (به چکی: Hraběšice) یک منطقهٔ مسکونی در جمهوری چک است که در ناحیه شومپرک واقع شده‌است. هرابیشیتسه ۸٫۲۲ کیلومتر مربع مساحت و ۱۲۱ نفر جمعیت دارد و ۵۳۰ متر بالاتر از سطح دریا واقع شده‌است.